# Edijana Dafe
Edijana Dafe, född 27 maj 1990 i Angered i Göteborg, är en svensk före detta handbollsspelare. Hon är högerhänt och spelade i anfall som vänstersexa.

## Klubbkarriär
Edijana Dafe handbollsfostrades i GIK Wasaiterna till 2004 då hon lämnade för Kärra HF. I Kärra spelade hon till 2011. Under de sju åren i Kärra tog hon två Junior-SM-titlar och debuterade i elitserien då Kärra tog sig dit. 2011 bytte hon klubb till IK Sävehof. Här fick Edijana Dafe sitt internationella genombrott med Champions League-spel och landslagsdebut. Med Sävehof tog hon 4 SM-guld, 2011–2015. 2014 tilldelades hon utmärkelsen Årets komet. 2013 debuterade Edijana i svenska landslaget och spelade 13 landskamper med 20 gjorda mål i landslaget.
Efter SM-finalen 2015 lämnade Edijana Dafe Sävehof för spel i København Håndbold. Hon blev gravid och efter att ha fött tvillingar avslutade hon proffskarriären. Hon gjorde comeback i BK Heid 2017 men avslutade  karriären efter säsongen 2017–2018.

## Landslagskarriär
Edijana Dafe spelade också 45 ungdomslandskamper med 112 gjorda mål för Sverige under åren 2006 till 2010. 2013 debuterade hon i A-landslaget mot Tyskland och spelade där 13 landskamper med 20 gjorda mål. Sista matchen var ett VM-playoff mot Kroatien som Sverige vann. Hon spelade aldrig i ett mästerskap.